# Chris Columbus
Christopher Joseph „Chris” Columbus (ur. 10 września 1958 w Spanger) – amerykański reżyser, scenarzysta i producent filmowy.

## Życiorys

### Wczesne lata
Urodził się w Spanger w Pensylwanii jako jedyne dziecko Irene Mary (z domu Puskar; zm. 1997 na nowotwór), robotnicy fabrycznej w wytwórni sprzętu mechanicznego, i Alexa Michaela Columbusa, górnika. Jego ojciec był pochodzenia włoskiego, a matka czeskiego. Wychował się w Champion w Ohio. Uczęszczał do John F. Kennedy High School w Warren w Ohio. W dzieciństwie Chris chciał zostać malarzem, jednak zdecydował się studiować na wydziale reżyserii na Uniwersytecie Nowojorskim.

### Kariera
Jako absolwent uczelni napisał pierwszy scenariusz do melodramatu Na oślep (Reckless, 1984), który nakręcił James Foley z Aidanem Quinnem i Daryl Hannah. W 1984 trafił do „stajni” Stevena Spielberga. Niemal natychmiast osiągnął sukces jako scenarzysta kasowych hitów – Gremliny rozrabiają (1985) i Piramida strachu (1985), za które był nominowany do nagrody Saturna za najlepszy scenariusz. Sukcesem była też przygodowa komedia familijna Goonies (1985) w reżyserii Richarda Donnera z Seanem Astinem na podstawie jego scenariusza.
Jako reżyser debiutował przygodową komedią kryminalną Zwariowana noc (Adventures in Babysitting) z udziałem Elisabeth Shue i Vincenta D’Onforio. Kolejny jego film Kevin sam w domu (1990) z 10-letnim wówczas Macaulayem Culkinem zarobił blisko 300 mln dolarów. Wyreżyserował dwa kinowe hity: Harry Potter i Kamień Filozoficzny (2001) i Harry Potter i Komnata Tajemnic (2002). 
Zajął się głównie produkcją filmów. Jako współproducent komediodramatu Służące (2011) w reżyserii Tate’a Taylora wspólnie z Michaelem Barnathanem i Brunsonem Greenem był nominowany Oscara za najlepszy film.
W 2013, razem z pisarzem Nedem Vizzinim napisał powieść dla młodzieży Dom tajemnic (ang. House of Secrets).

## Życie prywatne
6 sierpnia 1983 poślubił tancerkę Monicę Devereux, z którą ma trzy córki – Eleanor (ur. 12 października 1989), Violet (ur. 1994) i Isabellę (ur. 1996) oraz syna Brendana (ur. 1992).

## Nagrody
- 1985 – nominacja do Saturna za scenariusz do filmu Gremliny rozrabiają (Gremlins)
- 1986 – nominacja do Saturna za scenariusz do filmu Piramida strachu (Young Sherlock Holmes)
- 2002 – nominacja do Saturna za reżyserie filmu Harry Potter i Kamień Filozoficzny (Harry Potter and the Sorcerer's Stone)
- 2002 – nominacja do Nagrody BAFTA im. Aleksandra Kordy za najlepszy brytyjski film Harry Potter i Kamień Filozoficzny (Harry Potter and the Sorcerer's Stone)
- 2002 – nominacja do Nagrody Amanda za najlepszy film zagraniczny Harry Potter i Kamień Filozoficzny (Harry Potter and the Sorcerer's Stone)
- 2003 – nominacja do Saturna za reżyserie filmu Harry Potter i Komnata Tajemnic (Harry Potter and the Chamber of Secrets)
- 2003 – nominacja do Nagrody Amanda za najlepszy film zagraniczny Harry Potter i Komnata Tajemnic (Harry Potter and the Chamber of Secrets)
- 2005 – nominacja do Nagrody BAFTA im. Aleksandra Kordy za najlepszy brytyjski film Harry Potter i więzień Azkabanu (Harry Potter and the Prisoner of Azkaban)
- 2005 – nominacja do Nagrody Satelity za reżyserię filmu Rent

## Filmografia

### Reżyser
- 2020:   "Kronika świąteczna:Część druga"
- 2015: Piksele
- 2013: Will Sebastian
- 2012: Applebaum
- 2010: Percy Jackson i bogowie olimpijscy: Złodziej pioruna
- 2009: Kocham cię, Beth Cooper
- 2004: Rent
- 2002: Harry Potter i Komnata Tajemnic
- 2001: Harry Potter i Kamień Filozoficzny
- 1999: Człowiek przyszłości
- 1998: Mamuśka
- 1995: Dziewięć miesięcy
- 1993: Pani Doubtfire
- 1992: Kevin sam w Nowym Jorku
- 1991: Tylko samotni
- 1990: Kevin sam w domu
- 1988: Hotel złamanych serc
- 1987: Zwariowana noc

### Scenarzysta
- 2020:  "Kronika świąteczna:Częśc druga"
- 2004: Rent
- 2004: Święta Last Minute
- 1995: Dziewięć miesięcy
- 1991: Tylko samotni
- 1990: Gremliny 2
- 1988: Hotel złamanych serc
- 1985: Goonies
- 1985: Piramida strachu
- 1984: Buntownik z Eberton
- 1984: Gremliny rozrabiają

### Producent
- 2018:  "The Christmas Chronicles"
- 2015: Piksele
- 2015: Mrs. Doubtfire 2
- 2014: Little Accidents
- 2014: Noc w muzeum: Tajemnica grobowca
- 2013: Will Sebastian
- 2009: Kocham cię, Beth Cooper
- 2006: Noc w muzeum
- 2005: Rent
- 2005: Fantastyczna Czwórka
- 2004: Harry Potter i więzień Azkabanu
- 2004: Święta last minute
- 2002: Harry Potter i Komnata Tajemnic
- 2001: Małpiszon
- 2001: Harry Potter i Kamień Filozoficzny
- 1999: Człowiek przyszłości
- 1998: Mamuśka
- 1996: Świąteczna gorączka
- 1995: Dziewięć miesięcy